# Guillaume de Lalaing (1395-1475)
Guillaume de Lalaing (1395 - 27 août 1475) est seigneur de Lalaing, Bugnicourt, Fressin et Hordain, Grand-Bailli de Hainaut (1427-1434), Sénéchal d'Ostrevant (1441) et stadholder de Hollande dans la période de 1440 à 1445.

## Biographie
Guillaume était le fils d'Othon de Lalaing (1365-1441) et de Yolande de Barbençon (1370-1434). Il fut nommé gouverneur de Hollande par la cour de Bourgogne en 1440, il y eut beaucoup d'influence, notamment dans les provinces d'Utrecht et de Zélande. Il a d'abord soutenu le parti des Cabillauds dans le conflit des Hameçons et des Cabillauds, mais après avoir marié sa fille Yolande avec le chef des Hameçons, Renaud II de Brederode, il a changé de camp. En conséquence, il a amené des relations des De Brederode à des postes plus élevés au sein des conseils municipaux, ce qui a conduit à l'escalade de l'affaire en 1445 : Lalaing a été destitué et s'en est retourné en Flandre où il est décédé en 1475.

## Mariage et descendance
En 1418 Guillaume s'est marié à Jeanne de Créquy, dame de Bugnicourt, et de cette union sont issus les enfants suivants:
- Jacques de Lalaing (1421-1453)
- Jean de Lalaing (1422-1498)
- Yolande de Lalaing (vers 1422-1497), marié avec Renaud II de Brederode (1415-1473)
- Isabelle de Lalaing (1430-?), marié avec Pierre de Hennin (1433-1490), seigneur de Boussu
- Philippe de Lalaing (décédé en 1465)
- Antoine de Lalaing